# Salle de Robien
La Salle de Robien est une salle de spectacle de 1250 places, à Saint-Brieuc dans le quartier de même nom, sur la place Octave Brilleaud.
La salle accueille tous les genres de spectacles vivants, de la musique de variété au théâtre.

## Concerts
La grande salle de Robien a accueilli un grand nombre d'artistes, de Coluche à Johnny Hallyday, en passant par Calogero, Anne Roumanoff, Muriel Robin, Bernard Lavilliers, Kyo, Julien Clerc, Gérald De Palmas, Renaud, Jacques Higelin, Eddy Mitchell, Tété, Alain Souchon et bien d'autres.
La salle présente également une partie des artistes des festivals Art Rock et Complet'Mandingue.
C'est dans cette salle de Saint-Brieuc que Michel Delpech a donné son dernier concert[Quand ?] avant une longue traversée du désert.